# Chlumetia albiceps
Chlumetia albiceps là một loài bướm đêm trong họ Noctuidae.